# Rod Strickland
Rodney „Rod” Strickland (ur. 11 lipca 1966 w Nowym Jorku) – amerykański koszykarz, występujący na pozycji obrońcy, zaliczony do drugiego składu najlepszych zawodników NBA, działacz sztabu zespołów NCAA.
Prywatnie Strickland jest ojcem chrzestnym Kyriego Irvinga.

## Osiągnięcia
NCAA
- Zaliczony do:
  - składu honorable mention All-American (1987 przez Associated Press)
  - III składu All-American (1988 przez United Press International)
  - Galerii Sław Koszykówki Nowego Jorku - New York City Basketball Hall of Fame (2008)[3]

NBA
- Wybrany do II składu:
  - NBA (1998)[1]
  - debiutantów NBA (1989)[4]
- Lider:
  - sezonu regularnego w asystach (1998)[5]
  - play-off w średniej asyst (1995)[6]
- Zawodnik tygodnia NBA (26.02.1995)[7]